# 회사 가기 싫어
《회사 가기 싫어》는 2019년 4월 9일부터 2019년 7월 2일까지 방송되었던 드라마다.
- 회사 가기 싫으니깐 이라는 이름 부쳤다.

## 줄거리
회사 가기 싫은 사람들의 아주 사소하고도 위대한 이야기. 이 시대의 평범한 직장인들을 위한 초밀착 리얼 오피스 드라마.

## 등장 인물

### 주요 인물
- 김동완 : 강백호 역 - 38세. 차장. 초고속 승진의 전설. 한다스의 스타
- 한수연 : 윤희수 역 - 35세. M문고 과장. 평범했던 M문고를 과감하게 리모델링해 2-30대들이 가장 많이 찾는 핫플레이스로 만든 장본인
- 소주연 : 이유진 역 - 26세. 사원. 3년차 직장인. 고학력 고스펙
- 김관수 : 노지원 역 - 27세. '워라벨'과 '개인주의'를 체화한 영업기획부 신입사원

### 그 외 인물
- 지춘성 : 장성호 역 - 56세. 이사. 26년차 직장인. 넘치는 에너지의 소유자. 미국 유학파 출신
- 이황의 : 최영수 역 - 51세. 부장. 20년 차 직장인. 조용한 부조리의 대가
- 김중돈 : 박상욱 역 - 41세. 과장. 12년차 직장인. 부하직원들에게는 무능한 상사, 상사들에겐 충성스런 부하직원
- 김국희 : 양선영 역 - 39세. 과장. 12년차 직장인. 7년차 워킹맘
- 최승일 : 박종수 역 - 62세. 시니어 인턴. 33년차 직장인. 정년퇴직 후 보건복지부 고용창출 사업인, 시니어 인턴십으로 취업하게 된 베테랑 인턴. 디지털을 이기는 아날로그 감성과 능력의 미스터리한 인물
- 서혜원 : 한진주 역 - 32세. 대리. 6년 차 직장인. 미혼. 알파걸
- 박세원 : 정우영 역 - 34세. 대리. 아재 감성의 소유자
- 심진혁 : 강현욱 역 - 29세. 사원. 3년차 직장인. 훤칠한 외모에 해맑은 성격. 출세 지향적인 성격
- 타일러 라쉬 - 세 개의 눈 MC
- 니디 - 세 개의 눈 패널
- 블레어 윌리엄스 - 세 개의 눈 패널

### 특별출연
- 이설아
- 이수아
- 이시안
- 여회현 : 조현철 역 - 30세. 디자인팀 계약직
- 김동현 : 김동현 역 - 43세. 사장 비서. 17년차 직장인. 박상욱 과장의 대학 선배. 인사과 출신답게 사내 모든 소식에 정통한 ‘한다스 프로파일러'
- 임채무 : 한다스 사장 역

## 시청률 및 방영 목록
최저 시청률과 최고 시청률은 시청률 조사회사와 지역별로 시청률에 차이가 있을 수 있습니다.
| 2018년 | 2018년    | 2018년         | 2018년 |
| 회차   | 방송일    |                |        |
| 회차   | 방송일    | 대한민국(전국) |        |
| ------ | --------- | -------------- | ------ |
| 제1회  | 9월 12일  | 1.4%           |        |
| 제2회  | 9월 19일  | 1.7%           |        |
| 제3회  | 10월 3일  | 1.4%           |        |
| 제4회  | 10월 10일 | 1.0%           |        |
| 제5회  | 10월 17일 | 1.1%           |        |
| 제6회  | 10월 24일 | 0.9%           |        |

| 2019년 | 2019년   | 2019년                               | 2019년         | 2019년       | 2019년 |
| 회차   | 방송일   | 부제 (서브 타이틀)                   |                |              |        |
| 회차   | 방송일   | 부제 (서브 타이틀)                   | 대한민국(전국) | 서울(수도권) |        |
| ------ | -------- | ------------------------------------ | -------------- | ------------ | ------ |
| 스폐셜 | 4월 2일  | 빈칸                                 | 2.0%           | 미집계       |        |
| 제1회  | 4월 9일  | 부장의 자리에는 졸대가 지나지 않는다 | 2.4%           | 2.6%         |        |
| 제2회  | 4월 16일 | 나는 꼰대인가? 선배인가?             | 2.5%           | 미집계       |        |
| 제3회  | 4월 23일 | 월급은 당신이 받는 괴로움의 무게다   | 2.6%           | 2.7%         |        |
| 제4회  | 4월 30일 | 루머의 나비효과                      | 2.2%           | 미집계       |        |
| 제5회  | 5월 7일  | 슈퍼우먼은 없다                      | 2.4%           | %            |        |
| 제6회  | 5월 14일 | 리더는 처음이라                      | 1.9%           | %            |        |
| 제7회  | 5월 21일 | 당신은 존중받고 있습니까?            | 2.3%           | %            |        |
| 제8회  | 5월 28일 | 회사가 당신을 해고하는 101가지 이유  | 1.8%           | %            |        |
| 제9회  | 6월 11일 | 무엇이 우리를 열일하게 하는가?       | 1.5%           | %            |        |
| 제10회 | 6월 18일 | 복사기 빼고 모두가 아는 이야기       | 1.6%           | %            |        |
| 제11회 | 6월 25일 | 워크냐? 라이프냐?                    | 1.8%           | %            |        |
| 제12회 | 7월 2일  | 회사 가기 싫은 이유가 뭐니(Money)?   | 1.7%           | %            |        |

## 결방 사유 및 특별편성
- 2018년 9월 26일 : 추석특집 옥란면옥 편성으로 결방
- 2019년 5월 6일 : 4시부터 재방송 편성
- 2019년 6월 4일 : 회사 가기 싫어 스페셜 특집 방송 편성

## 수상 경력
- 2019년 제46회 한국방송대상 생활정보TV부문 작품상

## 같이 보기
- 대한민국의 텔레비전 드라마 목록 (ㅎ)
- 2019년 대한민국의 텔레비전 드라마 목록